# Weißenborn-Lüderode
Weißenborn-Lüderode este o comună din landul Turingia, Germania.